# Thijs Al
Thijs Joris Al (* 16. Juni 1980 in Zaandam) ist ein ehemaliger niederländischer Radrennfahrer.
Während seiner Karriere war Thijs auf Straße, im Cyclocross und auf dem Mountainbike aktiv. Er wurde 2001 niederländischer U23-Vizemeister im Straßenrennen. Bei nationalen Crossmeisterschaften belegte er mehrere Podiumsplatzierungen. Am erfolgreichsten war er aber im Mountainbikesport, wo er zweimal niederländischer Elitemeister im Cross Country wurde. Nach Ende der Cyclocross-Saison 2013/2014 beendete er seine Karriere.

## Erfolge

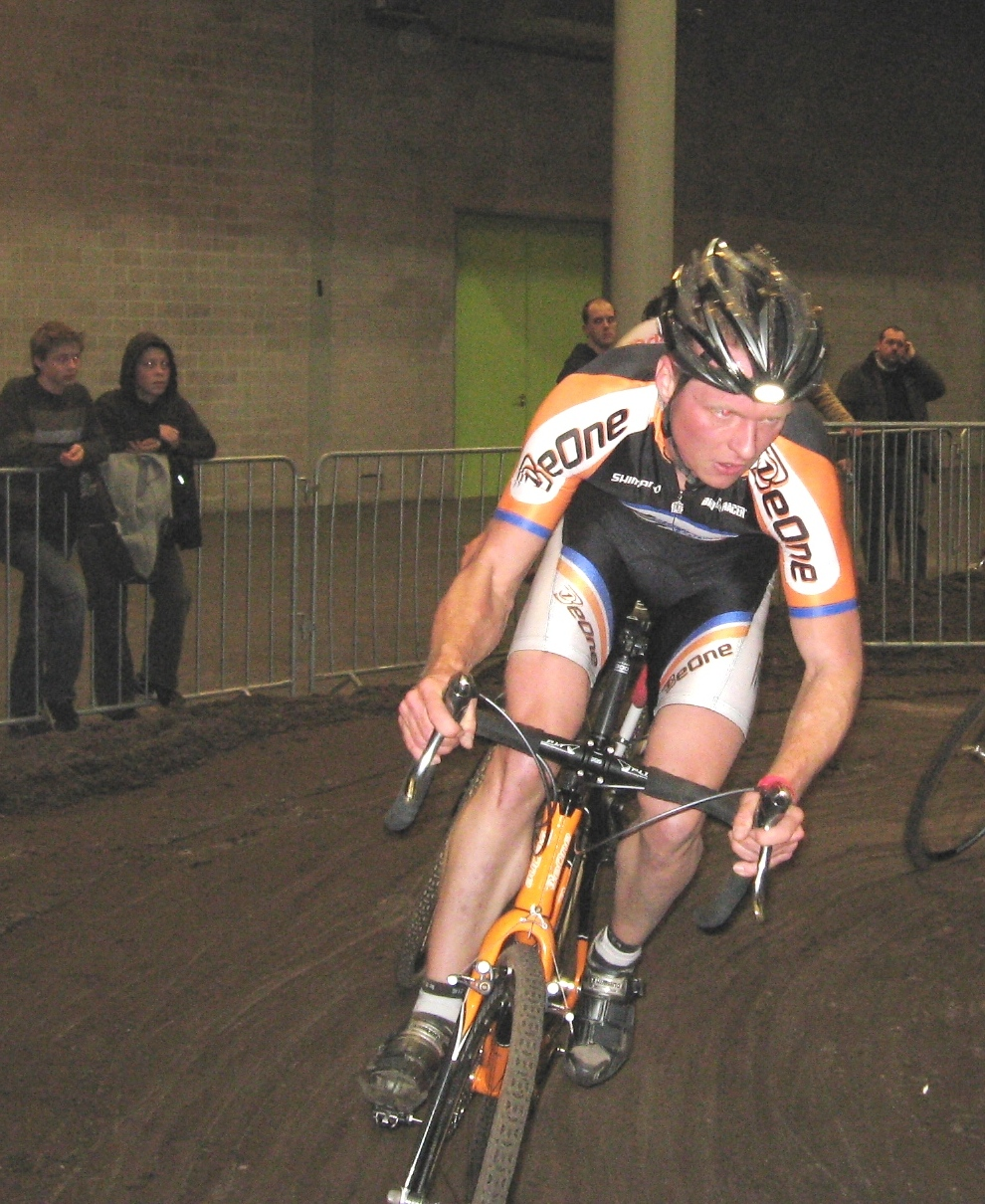
Thijs Al (2008)

### Straße
2001
- Niederländische Meisterschaften – Straße (U23)

### Mountainbike
2008
- Niederländischer Meister – Cross Country

2009
- Niederländischer Meister – Cross Country

### Cyclocross
2008/2009
- GP Shimano, Harderwijk
- Scheldecross, Antwerpen
- Weltcup, Heusden-Zolder
- Niederländische Crossmeisterschaft
- Internationale Cyclo Cross Heerlen

2009/2010
- Niederländische Crossmeisterschaft

2011/2012
- National Trophy Series, South Shields

2013/2014
- China International Cyclocross Event, Yanqing

2014/2015
- QianSen Trophy Cyclocross Yanqing Station Guihe, Yanqing

## Teams
- 2002 Bankgiroloterij-Batavus
- 2005 B&E Cycling Team
- 2006 B&E Cycling Team
- 2009 AA Drink-BeOne
- 2010 AA Drink Cycling Team
- 2011 AA Drink Cycling Team
- 2012 AA Drink Cycling Team (bis 28.02.)
- 2012 Telenet-Fidea (von 01.03.)
- 2013 Telenet-Fidea
- 2014 Telenet-Fidea